# Emmerik (voornaam)

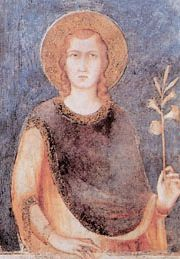
De heilige Emmerik van Hongarije

Emmerik is een mannelijke voornaam van Germaanse oorsprong, samengesteld uit ermin- (groot, geweldig) dan wel amra- (verschrikkelijk) en -rik (machtig). De naam wordt ook wel in verband gebracht met de naam Amalrik en - ten onrechte - met Hendrik. De naam is vooral bekend uit Hongarije; de Hongaarse variant luidt Imre.

## Naamdragers
- Emmerik van Hongarije, koning
- Emmerik van Hongarije, heilige
- Emmerik Thököly, vorst van Transsylvanië
- Emmerich Joseph von Dalberg, politicus
- Emmerich Kálmán, componist
- Emmerich Smola, dirigent
- Roland Emmerich, filmregisseur
- Emmerich Schrenk, acteur